# Charmes-la-Grande
Charmes-la-Grande es una comuna francesa situada en el departamento de Alto Marne, en la región de Gran Este.

## Demografía
| 217 | 221 | 165 | 150 | 150 | 172 | 158 |
| Para los censos de 1962 a 1999 la población legal corresponde a la población sin duplicidades (Fuente: INSEE [Consultar]) |     |     |     |     |     |     |